# Театр балета Бориса Эйфмана
Санкт-Петербургский государственный академический театр балета Бориса Эйфмана (Театр балета Бориса Эйфмана) — театр балета в Санкт-Петербурге. Основан Борисом Эйфманом в 1977 году. Первоначальное название труппы — Ленинградский «Новый балет». 

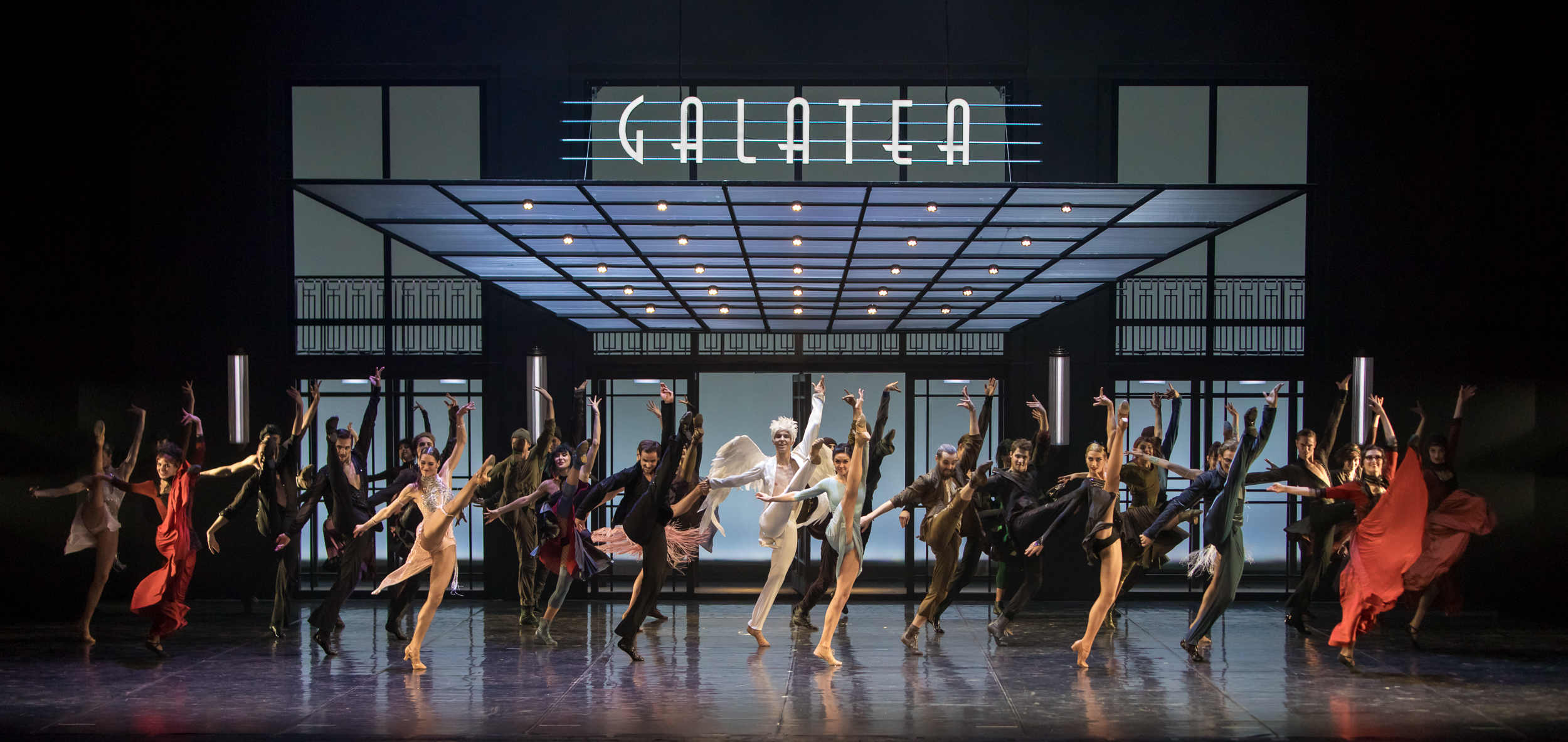
Спектакль «Эффект Пигмалиона»

Уже первые постановки Эйфмана в 1970-е годы в Ленинграде были открытием для балетной публики. Молодой хореограф создавал иную выразительность движения, усложняя и преобразуя классическую основу элементами модерна.  К моменту, когда представилась возможность возглавить танцевальный коллектив, на счету у хореографа было уже немало балетов, поставленных с выпускниками Хореографического училища им. А. Я. Вагановой, показанных в том числе и на сцене Театр оперы и балета им. Кирова (Мариинского театра). В числе прочих там был поставлен балет «Жар-птица» на музыку Стравинского (1975). Балет в трех действиях на музыку А.Хачатуряна «Гаянэ», поставленный в Ленинградском Малом театре оперы и балета (Михайловский театр) в 1972 году и затем в 1975 году— в Большом театре (Лодзь, Польша) и в 1976— в Театре оперы и балета (Рига, Латвия). Причем новая драматургия, предложенная молодым хореографом, была принята самим композитором.

## История создания
В 1977 году власти предложили Борису Эйфману создать ансамбль балета на основе хореографического танцевального коллектива при Ленконцерте. Художественный руководитель сумел создать условия, при которых от ансамбля последовала колоссальная отдача. Он пригласил талантливых артистов — легендарную балерину, Народную артистку РСФСР Аллу Осипенко, её партнёра по Кировскому (Мариинскому) театру Джона Марковского, молодого Валерия Михайловского, который уже через несколько лет получит звание Заслуженного артиста РСФСР.
Одним из первых спектаклей был одноактный балет на музыку Родиона Щедрина «Только любовь» (1977) и «Прерванная песня» (1977) на музыку И.Калныньша, посвященная Виктору Харе — чилийскому поэту, режиссёру, певцу и танцору, жестоко убитому путчистами во время военного переворота 1973 года. Среди первых балетов были также "Двухголосие" на музыку "Пинк Флойд" (1977), одноактный рок-балет "Бумеранг" (1979), "Вечное движение" на музыку А.Хачатуряна (1979), "Идиот" по мотивам романа Ф.М. Достоевского на музыку 6-й симфонии П.И.Чайковского (1980).
За первые десять лет существования молодой коллектив прочно закрепил за собой название "Ленинградский театр современного балета" - до этого молодой коллектив Ленконцерта именовался ансамблем.

## Награды
| Год  | Спектакль / Номинант                       | Конкурс                                                                      | Награда / Премия                                              |
| ---- | ------------------------------------------ | ---------------------------------------------------------------------------- | ------------------------------------------------------------- |
| 1990 | Ленинградский государственный театр балета | Ленинградский фестиваль современного танцевального искусства им. Л. Якобсона | I приз за лучшее ансамблевое исполнение                       |
| 1996 | «Чайковский»                               | «Золотая маска»                                                              | лучший балет/спектакль                                        |
| 1997 | «Карамазовы»                               | «Золотая маска»                                                              | лучший балет/спектакль                                        |
| 1999 | «Мой Иерусалим»                            | «Золотая маска»                                                              | лучший балет/спектакль                                        |
| 2001 | «Русский Гамлет»                           | «Золотой софит»                                                              | Лучший балетный спектакль                                     |
| 2002 | «Дон Жуан и Мольер»                        | «Золотой софит»                                                              | Лучший балетный спектакль                                     |
| 2003 | «Кто есть кто»                             | «Золотой софит»: лучший балетный спектакль                                   | «Золотой софит»                                               |
| 2005 | «Анна Каренина»                            | «Золотой софит»                                                              | Лучший балетный спектакль                                     |
| 2006 | «Анна Каренина»                            | «Золотая маска»                                                              | лучший балет/спектакль                                        |
| 2008 | «Чайка»                                    | «Золотая маска»                                                              | лучший балет/спектакль                                        |
| 2010 | «Онегин»                                   | «Золотой софит»                                                              | Лучший балетный спектакль                                     |
| 2010 | «Онегин»                                   | «Золотая маска»                                                              | лучший балет/спектакль                                        |
| 2012 | Спектакль «Роден»                          | «Золотой софит»                                                              | Лучший балетный спектакль                                     |
| 2013 | Спектакль «Роден»                          | «Золотая маска»                                                              | лучший балет/спектакль                                        |
| 2015 | «Up & Down»                                | «Золотой софит»                                                              | Лучший балетный спектакль                                     |
| 2020 | «Up & Down»                                | «Золотая маска»                                                              | лучший балет/спектакль                                        |
| 2020 | «Чайковский. PRO et CONTRA».               | «Золотой софит»                                                              | Специальный приз экспертного совета исполнительскому ансамблю |
| 2020 | «Эффект Пигмалиона»                        | «Золотая Маска»                                                              | Лучший спектакль в балете                                     |

## Пресса
Критика администрации театра связана с неуважением к истории  Санкт-Петербурга  - частичному уничтожению (реконструкции)  Доходного дома Басевича на Большой Пушкарской улице  (построенного в начале XX века и являющегося историческим зданием). [9https://www.rbc.ru/spb_sz/15/11/2021/619277b39a79470baa0b6dd6?from=regional_newsfeed]

## Дворец танца
В Петербурге на территории от проспекта Добролюбова до Малой Невы запланировано строительство Дворца Танца Бориса Эйфмана. Проект планируется завершить к 2022 году.

## Награды
- Благодарность Президента Российской Федерации (5 мая 2012 года) — за большой вклад в развитие отечественного театрального искусства и достигнутые творческие успехи[8].